# Yoshitaka Kuroda
Yoshitaka Kuroda (jap. 黒田吉隆 Kuroda Yoshitaka; ur. 10 stycznia 1987 w Yamagata) – japoński kierowca wyścigowy.

## Kariera
Kuroda rozpoczął karierę w jednomiejscowych samochodach wyścigowych w 2005 roku w japońskiej Formule Toyota. W 2006 roku Japończyk przeniósł się do Europy, gdzie wystartował w Formule BMW z zespołem Mücke Motorsport. Sezon zakończył na 21 pozycji. W 2007 roku Kuroda powrócił do Azji, aby wystartować w Azjatyckiej Formule Renault Challenge. Zaś w 2008 roku znalazł się w stawce Azjatyckiej Formuły Renault. Dzięki trzem pozycjom na podium ukończył sezon na 5 pozycji. Na sezon 2009 Japończyk podpisał kontrakt z zespołem Achievement by KCMG na starty w Japońskiej Formule 3, w której serii startował do 2010 roku. W sezonach 2009 i 2010 zajął odpowiednio 7 i 8 miejsce w klasyfikacji generalnej.
W sezonie 2011 Japończyk rozpoczął starty w Formule Abarth. Jeżdżąc w zespole Euronova Racing trzykrotnie stanął na podium, a dwukrotnie wykręcił najszybsze okrążenia w wyścigu. Z dorobkiem 26 punktów zakończył sezon na 12 lokacie. 2012 rok oznacza u Kurody starty we Włoskiej Formule 3 (serii europejskiej). Uzyskał w niej najlepszą, jak dotąd w startach w Europie, pozycję w klasyfikacji generalnej - 10 miejsce.
Na sezon 2013 Kuroda podpisał kontrakt z zespołem Euronova Racing na starty w Auto GP World Series. W ciągu 16 wyścigów, w których wystartował, uzbierał łącznie 20 punktów. Dały mu one 16 miejsce w klasyfikacji generalnej.
W 2014 roku kontynuował starty w Auto GP z ekipą Euronova Racing. Wystartował łącznie w ośmiu wyścigach, w ciągu których uzbierał 36 punktów. Dało mu to dwunaste miejsce w końcowej klasyfikacji kierowców.

## Statystyki
| Sezon | Seria                                | Zespół                    | Wyścigi | PP | Zwycięstwa | Podium | NO | Punkty | Pozycja |
| ----- | ------------------------------------ | ------------------------- | ------- | -- | ---------- | ------ | -- | ------ | ------- |
| 2005  | Formuła Toyota                       |                           | 2       | 0  | 0          | 0      |    | 1      | 21      |
| 2006  | Formuła BMW ADAC                     | ADAC Berlin-Brandenburg   | 16      | 0  | 0          | 0      | 0  | 2      | 21      |
| 2007  | Azjatycka Formuła Renault            | Shangsai FRD Team         | 4       | 0  | 0          | 0      | 0  | 0      | NS      |
| 2008  | Azjatycka Formuła 2.0                | Asia Racing Team          | 13      | 0  | 1          | 0      | 3  | 107    | 5       |
| 2008  | Azjatycka Formuła Renault - Szanghaj | Asia Racing Team          | 2       | 0  |            |        | 0  | N/A    | N/A     |
| 2009  | Japońska Formuła 3 - klasa narodowa  | Achievement by KCMG       | 16      | 0  | 0          | 0      | 1  | 21     | 7       |
| 2010  | Japońska Formuła 3 - klasa narodowa  | Achievement by KCMG       | 16      | 0  | 0          | 0      | 1  | 18     | 8       |
| 2011  | Formuła Abarth - seria europejska    | Euronova Racing           | 8       | 0  | 0          | 2      | 3  | 26     | 12      |
| 2011  | Włoska Formuła ACI-CSAI Abarth       | Euronova Racing           | 14      | 0  | 0          | 2      | 4  | 2      | NS      |
| 2012  | Włoska Formuła 3 - seria europejska  | Euronova Racing by Fortec | 24      | 0  | 0          | 0      | 0  | 62     | 10      |
| 2013  | Auto GP World Series                 | Euronova Racing           | 16      | 0  | 0          | 0      | 0  | 20     | 16      |
| 2014  | Auto GP World Series                 | Euronova Racing           | 8       | 0  | 0          | 0      | 0  | 36     | 12      |
| 2014  | Auto GP World Series                 | Zele Racing               | 8       | 0  | 0          | 0      | 0  | 36     | 12      |